# Каменный Починок
Каменный Починок — деревня в Мамадышском районе Татарстана. Входит в состав Красногорского сельского поселения.

## География
Находится в центральной части Татарстана на расстоянии приблизительно 5 км на запад от районного центра города Мамадыш.

## История
Известна с 1652 года. Первоначально принадлежала Успенскому монастырю в Свияжске (до 1764 года).

## Население
Постоянных жителей было: в 1782—155 душ мужского пола, в 1859—500, в 1897—520, в 1908—622, в 1920—558, в 1926—538, в 1938—292, в 1949—200, в 1958—160, в 1970—125, в 1979 — 81, в 1989 — 43, в 2002 году 43 (русские 100 %), в 2010 году 39.